# タイワンシカクワガタ
タイワンシカクワガタ(学名 : Rhaetulus crenatus crenatus)は、コウチュウ目クワガタムシ科シカクワガタ属に属する昆虫である。スペキオススシカクワガタなどの多くの亜種を持つ。

## 形態
- オス：25～57mm、メス：27～31mm
- シカクワガタ属では中型で、鹿のような立派な大アゴを持つことで有名。「シカクワガタ」と言えば本種を指す。また、中国には一番近縁な亜種チュウゴクシカクワガタが生息し、形態は本種に似る。
- 日本の奄美大島・徳之島に生息するアマミシカクワガタにも似るが、アマミシカクワガタが艶消しに対し、本種は艶がある。
- 本種は少々小型になっても鹿のような大アゴが目立つ。野外では40mm前後が普通だが、飼育下では60mmを超える個体が羽化している。

## 生態
- 寿命は1年前後で少々オスは気が荒いが、シカクワガタ属にしては温和な方である。
- 休眠期間（羽化してから成熟するまで）は約3ヶ月と短いほうで、活動期間が5ヶ月前後。

## 分布
- 台湾